# Chaperos
Chaperos (título original: The Sluts) es una novela del escritor estadounidense Dennis Cooper, publicada en 2004 por la editorial Void Books. Es considerada una de las obras más populares y aclamadas de Cooper. La trama narra a través de publicaciones de internet y transcripciones de conversaciones la historia de Brad, un trabajador sexual pasivo que gana fama de culto entre los hombres que frecuentan un sitio web de prostitución y que lo convierten en objeto de sus fantasías sexuales más violentas. No obstante, las contradicciones en las distintas historias sobre Brad pronto despiertan dudas sobre su identidad, así como la de todos los que supuestamente lo han contratado y la del proxeneta que maneja a Brad y que parece estar obsesionado con la idea de asesinarlo.
Entre las temáticas centrales que la obra explora se encuentra la moralidad de las fantasías sexuales violentas, la comodificación del cuerpo masculino y los efectos del anonimato en las interacciones sociales en internet.
Originalmente, la novela iba a formar parte del ciclo de George Miles, una serie de obras caracterizadas por la erotización de la muerte y la violencia sexual, pero Cooper desistió de esa idea. Sin embargo, las similitudes de Chaperos con las novelas del ciclo, tanto en su estructura como en los intereses temáticos de Cooper al momento de su composición, lo han llevado a calificarla como el «primo oveja negra» del ciclo.
La obra fue bien recibida por la crítica al momento de su publicación y obtuvo galardones como el Premio Literario Lambda y el Premio Sade.

## Argumento
La trama se desarrolla de junio de 2001 a mayo de 2002 e inicia con una serie de reseñas publicadas en un sitio web sobre un trabajador sexual conocido como Brad. Las sospechas sobre su identidad inician cuando varias reseñas empiezan a incluir detalles contradictorios sobre él, lo que empeora cuando el mismo Brad, o al menos alguien que se hace llamar así, publica un mensaje que acusa a uno de los reseñadores de haber inventado todo el encuentro. Las cosas se complican aún más cuando uno de los supuestos clientes del chico es salvajemente golpeado por él durante un encuentro sexual, mientras otro usuario asegura que Brad en realidad no existe y que todas las publicaciones habrían sido escritas por un trabajador sexual llamado Stevie. Posteriormente, un hombre con tendencias sadistas llamado Brian se presenta como el amante y proxeneta de Brad y revela que este supuestamente tiene cáncer y que será asesinado por él cuando esté demasiado débil para seguirse prostituyendo.
La discusión sobre el tema se traslada a un foro, donde los usuarios empiezan a publicar teorías intrincadas y se disemina el rumor de que Brad se habría mudado a Oregón y que habría sido arrestado luego de provocar un incendio. Nuevas reseñas empiezan a aparecer de clientes que supuestamente han contratado a Brad, pero estos encuentros se tornan cada vez más violentos y sádicos, con descripciones gráficas de torturas y mutilaciones realizadas a Brad. A medida que la historia se vuelve más inverosímil, las dudas respecto a la veracidad de los hechos aumenta entre los usuarios, hasta que un hombre llamado Zack envía una carta al sitio web en que confiesa su participación detrás de la «saga de Brad» y su deseo de crear un final que satisficiera las fantasías de todos.

## Personajes principales
- Brad: es el personaje alrededor del cual gira la trama de la novela, un trabajador sexual pasivo y sumiso que aparentemente «no tiene límites» durante el sexo.[3] La descripción general de Brad se acopla al estereotipo de obras anteriores de Cooper de un chico con mirada perdida y apariencia de adolescente que se siente atraído por un amante sadista.[6] No obstante, el resto de características de Brad resultan contradictorias, lo que empieza a generar dudas respecto a su identidad. Al momento de describirlo, sus clientes señalan al menos siete medidas diferentes para señalar su altura, mientras que sus ojos son descritos como azules, verdes, cafés y color avellana según quién sea el autor de la publicación.[3] En un artículo de la revista The Iowa Review, el escritor Nathan Kouri identificó al protagonista de la novela Billy Budd (1924), de Herman Melville, como un posible precursor de Brad debido al efecto homoerótico que su apariencia física produce a su alrededor.[13] De acuerdo a Cooper, la inspiración principal para el personaje fue el actor pornográfico de origen checo Peter Azur, quien alcanzó gran popularidad y culto en el mundo de la pornografía gay en la década de 1990 pero que para ese entonces ya se había retirado.[14]

- Brian: es el supuesto amante y proxeneta de Brad. Está obsesionado con la idea de asesinar a un chico mientras tiene relaciones sexuales con él. En la segunda parte del libro, supuestamente participa en una serie de llamadas con trabajadores sexuales para cumplir su fantasía, aunque nunca queda claro si lo hace o si se trata del mismo Brian de antes.[3] El personaje de Brian es similar a otros aparecidos en libros anteriores de Cooper: hombres atraídos por un chico joven, atractivo y confundido.[6]

- Zack: es un usuario del sitio web de reseñas que finge ser un periodista bajo el nombre de usuario «thegayjournalist». En sus perfiles de internet se presenta como un «hermoso activo VIH positivo» en busca de «chico pasivos de 18-20 años VIH negativo para tener sexo sin protección».[15] Al final del libro revela estar detrás de parte del misterio alrededor de Brad y de haber fingido ser Brian para engañar a un trabajador sexual llamado Thad, quien a su vez lo había engañado a él haciéndose pasar por Brad.[3]

## Estilo
La obra está escrita con un lenguaje pornográfico que no se adhiere a normas gramaticales u ortográficas y que reproduce el habla de espacios virtuales. Cooper definió el estilo del libro como «retórica del hombre común excitado» y afirmó que era más «casual» que sus obras anteriores, con un lenguaje más cercano al chisme y similar al que se utiliza en publicaciones de sitios gais para adultos. Entre los predecesores de la escritura pornográfica empleada por Cooper y que han sido señalados entre sus inspiraciones se encuentran el Marqués de Sade y Georges Bataille, específicamente en la novela Historia del ojo (1929). Tras publicar la novela, Cooper continuó utilizando el estilo que desarrolló para ella en una serie de publicaciones en su blog personal que seguían el mismo formato de supuestas reseñas en línea de trabajadores sexuales, algunas de ellas con eventos igual de perturbadores. Un ejemplo del estilo violento y casual de Chaperos se puede constatar en el siguiente fragmento:

El odio que siento cuando violo y humillo y torturo y golpeo y desmiembro sus hermosos rostros jóvenes y cuerpos es lo más cercano que puedo llegar a la furia del amor que sentí por Brad. La cosa sobre Brad es que tenía razón–matar a un chico que quiere morir es una experiencia más allá que cualquier otra en este mundo.

Otras características de la novela incluyen el tono humorístico con el que Cooper impregna la prosa y que muchas veces es utilizado para narrar hechos extremadamente violentos o crueles, y el empleo de narradores sospechosos que en el transcurso de la historia se vuelven más inconsistentes y contradictorios, para lo que Cooper reproduce particularidades propias del internet como usuarios que dejan de publicar mensajes, fechas que no concuerdan o anuncios del webmaster del sitio web en que se desarrolla la historia.

## Estructura
La novela se encuentra dividida en cinco secciones, con una extensión de entre 20 a 70 páginas cada una. Las partes son las siguientes:
- Sitio 1: está narrada a través de 18 reseñas sobre encuentros sexuales sobre Brad en un sitio de internet. Cada reseña sigue un mismo modelo en que se incluye una calificación, detalles del encuentro y características físicas sobre Brad, entre ellas su altura, edad, descripción de su pene y cantidad de vello corporal. La mayoría de reseñadores solo muestran nombres de usuario y algunas de las publicaciones contienen mensajes del webmaster del sitio web sobre la veracidad de las mismas.[15]

- Ad: está conformada por 6 transcripciones de llamadas telefónicas y sendos anuncios de chicos que ofrecen servicios sexuales. Las llamadas son hechas por un hombre identificado como «Box 157», quien busca asesinar a los chicos de los anuncios.[15]

- Foro: es una serie de 124 publicaciones en un foro presente en el mismo sitio web que la primera sección, escritas por 61 autores diferentes. Algunas de las publicaciones cuentan con una sola oración, mientras otras tienen una extensión mayor a una página.[15]

- Email, Fax: consta de 13 correos supuestamente escritos por Brad, todos ellos dirigidos a Brian, con excepción del último, que tiene como destinatario a Zack. Es la sección más corta del libro.[15]

- Sitio 2: al igual que la primera sección, es una serie de reseñas sobre encuentros sexuales con Brad, aunque con escenas mucho más violentas que las secciones anteriores. Las 12 reseñas que conforman la sección cuentan con comentarios de otros usuarios.[15]

## Composición y publicación

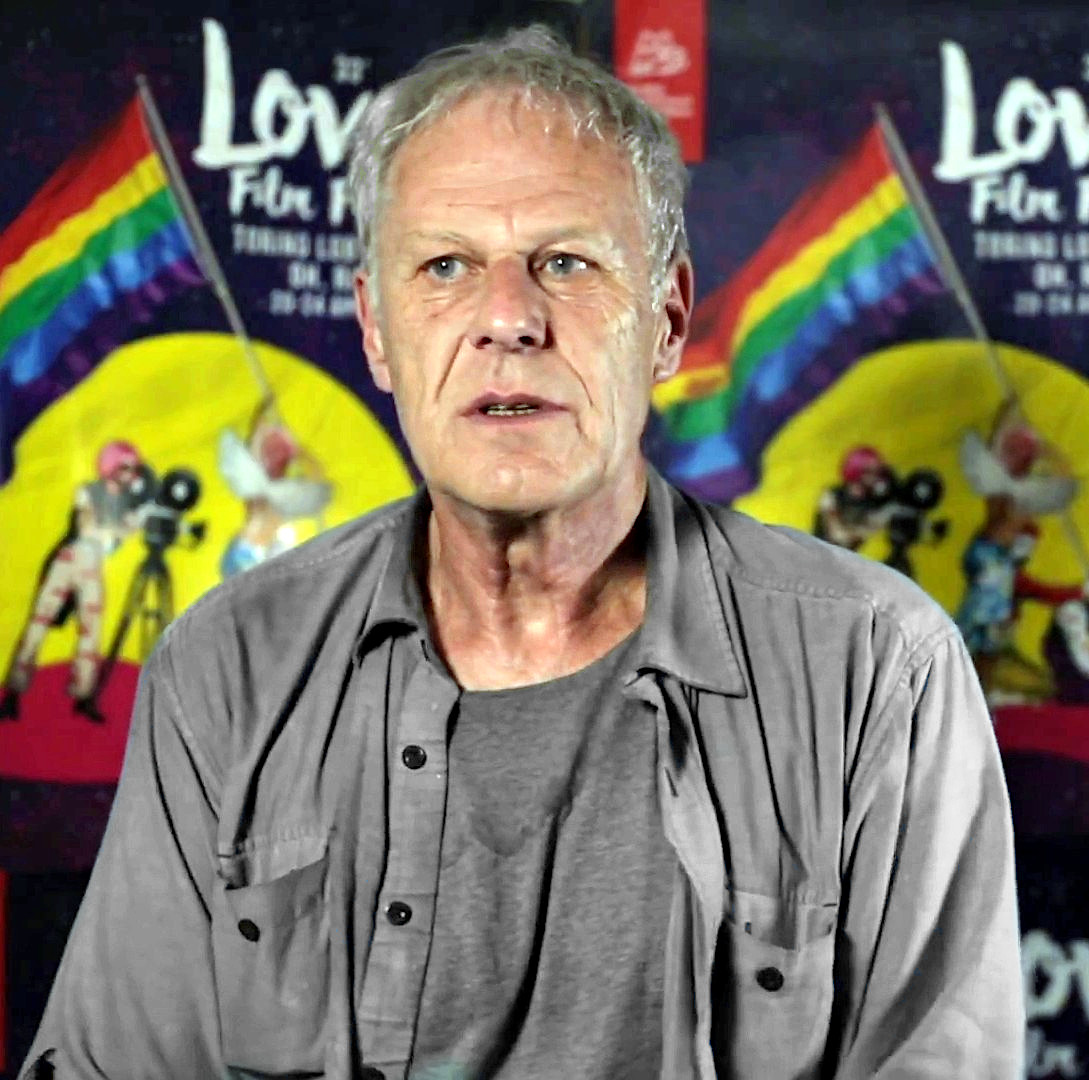
Dennis Cooper en 2018.

Cooper inició la escritura de la obra en 1993, tras terminar de escribir Tentativa (1994), con la idea de crear una novela que mostrara de forma explícita el contenido pornográfico y extremo de Cacheo (1991). Esta obra estaba pensada como el cuarto libro del ciclo de George Miles, una serie de novelas inspiradas en un novio de la adolescencia de Cooper y que se caracterizan por la erotización de la muerte y la violencia sexual. Sin embargo, Cooper cambió de opinión y dejó el manuscrito de la obra de lado. En los años siguientes volvió a retomar la escritura de Chaperos de forma esporádica, pero la mayoría del manuscrito que trabajó en este periodo fue posteriormente reescrito cuando decidió establecer la narración en internet. De los primeros borradores sobrevivieron los capítulos «Email, Fax» y «Ad», mientras que el resto de la novela fue escrita entre 1998 y 2003.
De acuerdo a Cooper, una de las principales inspiraciones para la obra fue «male4malescorts», un sitio web en el que hombres publicaban reseñas y hablaban sobre sus experiencias con trabajadores sexuales masculinos. La existencia de una jerarquía de fanáticos, acosadores y trabajadores sexuales «estrellas» resultó fascinante para Cooper, quien empezó a pensar en las posibilidades de manipulación y engaños en estos contextos.
La obra fue publicada en diciembre de 2004 por la editorial independiente Void Books, en una edición numerada de 550 ejemplares con ilustraciones del artista Todd James. Cooper decidió publicar la obra en Void Books luego de que fuera rechazada por su editorial habitual, Grove Press, por considerarla demasiado fuerte. Personas cercanas a él le habían recomendado además que su siguiente obra luego de culminar el ciclo de George Miles abordara temáticas menos problemáticas, por lo que Cooper pensó incluso en abandonar la obra antes de decidirse a publicarla. En 2005, la editorial Carroll & Graf publicó una nueva edición de la novela.
La obra fue traducida al español por Juan Bonilla y publicada en 2007 por la editorial El Tercer Nombre con el título Chaperos.

## Temas centrales

### Moralidad de las fantasías
Una de las temáticas recurrentes en las obras de Cooper, en particular en el ciclo de Georges Miles, son las fantasías sexuales violentas y la necesidad de expresarlas en forma escrita para compartirlas con otros. En Cacheo (1991), el personaje de Dennis escribe una serie de cartas en que describe de forma gráfica cómo asesinó y violó a un chico en Ámsterdam, aunque posteriormente se revela que los hechos descritos nunca ocurrieron. Cuando Dennis es confrontado sobre esto, afirma que había entendido que no podría cumplir sus fantasías sin importar cuánto lo estimulasen, pero que escribirlas le parecía excitante y le ayudaba a procesarlas. Esta idea respecto a las fantasías vuelve a aparecer a través de la «saga de Brad» en Chaperos, aunque a diferencia de las obras anteriores de Cooper, las fantasías pasan de ser deseos expresados en ámbitos privados (cartas o conversaciones) a formar una idea sexual comunitaria que se construye a muchas voces por medio del internet. Otra semejanza con Cacheo es la revelación de que la mayoría de actos sadistas que supuestamente tienen lugar son posteriormente revelados como falsos. En el caso de Chaperos, la motivación detrás del engaño es, en palabras de la novela, darles a los usuarios «lo que quieren».
Un punto importante en la obra es la moralidad de estas fantasías, que la novela explora principalmente en el foro en el que se desarrolla la tercera parte. Algunos usuarios califican las publicaciones que hablan sobre mutilaciones o asesinatos como «pornografía enferma» y afirman estar «implicados» por el solo hecho de leerlas, mientras otros defienden la libertad de pensamiento que poseen para expresar cualquier tipo de fantasía mientras no la hayan hecho realidad. La novela toma un tono metarreflexivo en este aspecto y parece comentar sobre la recepción que las propias obras de Cooper han recibido tras su publicación y la moralidad en la escritura de estas temáticas. En algunos casos esta intención resulta transparente, como en los comentarios de usuarios que parecen reproducir de forma irónica algunas de las críticas lanzadas contra Cooper, como el de una usuaria que afirma, tras leer los mensajes en el foro: «Creo que todos ustedes están mentalmente enfermos», o el usuario «builtlikeatruck44», que califica a todos los lectores del foro como «jodidos inmorales, monstruos sin alma». Ante este mensaje, otro usuario responde, en un mensaje que puede ser interpretado como una defensa de la propia escritura de Cooper en la novela:

No te ofendas, builtlikeatruck, pero solo estamos fantaseando en voz alta aquí. Nuestras fantasías no son un estado policial. (...) si me excita el imaginar meter mi puño en el trasero de un chico de dieciséis años, ¿cuál es el problema? Si lo conociera en persona, probablemente me sentiría igual que tú, pero no lo conozco, y considerando el misterio y las mentiras alrededor de él, creo que puedo fantasear sobre él todo lo que quiera.

El usuario «sammyd», por otro lado, defiende su consumo de las fantasías sadistas del sitio web al afirmar que para él se tratan solo de una forma de escapismo. Otros usuarios toman una postura autoreflexiva en cuánto a la moralidad de este consumo, como uno que afirma, luego de confesar su deseo de ver un supuesto video snuff: «¿Eso me hace un monstruo inmoral? Es una pregunta seria». Como dejan ver algunos de los mensajes mencionados anteriormente, la postura de Cooper, o al menos de los personajes de la novela, es que mientras estas fantasías no se expresen en actos violentos en la vida real, no pueden ser consideradas como inmorales.

### Comodificación del cuerpo
A lo largo de la novela, el personaje de Brad sufre un proceso de comodificación que permite a los usuarios del foro deshumanizarlo hasta convertirlo en objeto al cual poder humillar y mutilar sin consideraciones morales. Esto puede constatarse desde las primeras reseñas sobre Brad, que centran su atención en sus características físicas, y luego en el incremento de la violencia hacia él relatada en las mismas. Resulta irónico que los clientes más sádicos que recibe son un maestro y un médico, dos profesiones que suelen ser vistas como estandartes de la civilización. En cuanto al propio Brad, el proceso de comodificación tiene un efecto severo en su imagen de sí mismo y pronto pasa a ver su aspecto físico como su única característica con valor, como deja ver en este diálogo:

Gracias por las cosas que dijiste sobre cómo me veo. Nunca me canso de oírlo. Me hubiera matado hace tiempo si no me viera así.

Para la quinta parte del libro, el cuerpo de Brad se ha transformado por completo en una mercancía y comienza a ser ofrecido a un «precio muy razonable» por Zack, quien utiliza un lenguaje similar al de transacciones comerciales para ofertar los servicios de Brad que él promociona como su comerciante. El placer que uno de los clientes siente al castrarlo y dejarlo «incapaz de gratificación sexual» es otro ejemplo del proceso de deshumanización que cada cliente intenta ejercer sobre él.
La fantasía que se ha generado alrededor de la figura de Brad comienza además a separarse del personaje real hasta convertirse en un mito, alimentado por las descripciones contradictorias y anónimas que los usuarios publican en el afán de participar del culto a la personalidad que se ha generado a su alrededor. La obsesión que genera la «saga de Brad» puede explicarse en la construcción colectiva de su imagen como objeto de los placeres tabúes que ninguno de sus fanáticos puede experimentar. Como afirma uno de los usuarios del foro: «admitamos que no queremos tener sexo con Brad, queremos asesinarlo. (...) Brad probablemente sea una persona real, pero el Brad con el que estamos obsesionados es una fantasía». Con el pasar del tiempo, la imagen de Brad se separa tanto del personaje real, que cuando Thad lo conoce en persona termina convenciéndose a sí mismo que él podría ser un mejor «Brad». Incluso Zack, al momento de confesar su participación en el engaño, termina por admitir:

Seré honesto con ustedes. Quien sea que ese chico haya sido, Brad o Thad o alguien más, no era tan atractivo o lo suficientemente bueno en la cama como para cumplir todas las expectativas incluso si se hubiera dejado asesinar. Leyendo el correo del supuesto Brad real puedo decir que igualmente dudo que él lo haya sido.

### Sadismo y pulsión de muerte
Desde la primera sección del libro, varios de los usuarios obsesionados con Brad expresan un deseo sexual intenso por la idea del asesinato. En la parte titulada «Ad», alguien que usa el seundónimo de «Box157» empieza a buscar a un chico para cumplir esta fantasía, que él describe como «lo máximo». Más adelante, un usuario confiesa supuestamente haber asesinado a un chico años atrás y afirma que ese acto había convertido a su víctima en el «máximo objeto sexual para siempre». Tanto para «Box157» como para el segundo usuario, el acto de asesinar se muestra como una forma de posesión máxima y de un ejercicio de poder sobre otro ser humano, por lo que ambos le otorgan características ritualísticas. Las víctimas de estas fantasías sadistas son despojadas en sus mentes de su humanidad para transformarse en un objeto, como deja ver la supuesta confesión mencionada sobre el «objeto sexual» o las publicaciones de un grupo de usuarios que empiezan a fantasear con la idea de asesinar al cantante Nick Carter.
Al igual que el personaje de George (que en algunas novelas toma otro nombre) del ciclo de George Miles, el personaje de Brad parece tener una pulsión de muerte que lo lleva a acordar supuestamente ser asesinado y filmado durante un encuentro sexual. De acuerdo a uno de sus clientes, Brad padece una enfermedad terminal, por lo que su motivación sería el alcanzar fama con el video de su propio asesinato. La caracterización de Brad como una figura trágica tiene otro ejemplo en la comparación que hace una reseña de él con el vocalista de Nirvana, Kurt Cobain. No obstante, posteriormente un mensaje dirigido a Brian supuestamente escrito por Brad niega que él tenga esta pulsión y afirma:

Te equivocas si crees que me entiendes. No tengo una pulsión de muerte, y no veo tu maldita lógica acerca de tu gusto por el sexo violento y mi deseo por morir siendo una especie de matrimonio del destino o lo que sea. (...) Si quieres pretender que lo haces o lo que sea, y golpearme un poco eso está bien, y yo obtengo placer de mi propia manera, porque en serio me odio a mí mismo, tienes razón en eso.

## Recepción
La obra fue bien recibida por la opinión crítica al momento de su publicación y fue incluida en 2018 en la lista de las cien obras literarias más importantes del siglo XXI del sitio web Vulture. Entre los reconocimientos que obtuvo se encuentra el Premio Literario Lambda, que recibió en su edición de 2005 en la categoría «Ficción de hombres gay». Obtuvo además el Premio Sade en 2007, lo que convirtió a Cooper en el primer escritor estadounidense en ganar dicho galardón.
La escritora Megan Milks, en la reseña de la revista Electronic Book Review, teorizó que la razón por la que Chaperos fue mejor recibida que los libros anteriores de Cooper, podría ser porque eliminó el personaje de «Dennis», que había aparecido en algunas novelas del ciclo de George Miles, y porque tenía un tono más cómico que sus otras obras. Un artículo publicado en el diario The Village Voice incluyó la novela en su lista de los mejores libros de 2005 y afirmó que, a pesar de las temáticas que aborda, era la novela más «disfrutable» de Cooper y uno de los análsis más profundos de las dimensiones filosóficas del internet. David Velasco, de Vulture, también elogió el tratamiento del internet de Cooper y aseveró que exploraba su intersección con la muerte con «natural genialidad».
Alex Mar, en la reseña del sitio web Salon.com, se refirió de forma positiva al suspenso generado en el primer tercio del libro alrededor de la figura de Brad. Sin embargo, Mar criticó el resto de la novela y la calificó de «repulsiva» y de pornografía slasher auto-indulgente, con un nivel de violencia y sexo que haría «sonrojarse» hasta a los fanáticos de Los 120 días de Sodoma (1785), del Marqués de Sade. La reseña de la revista The Barcelona Review también fue negativa. Entre las críticas hacia la obra, la reseña señaló que las temáticas abordadas en Chaperos ya habían sido exploradas de forma superior en novelas anteriores de Cooper y que el formato de la narración a través de publicaciones en sitios de internet limitaba el potencial de la historia.